# Renault RE40
La Renault RE40 è una monoposto di Formula 1 che ha gareggiato nel mondiale del 1983.

## Tecnica
Progettata da Michel Tétu sotto la direzione di Bernard Dudot, mostrava un'aerodinamica disegnata da Jean-Claude Migeot. Per adeguarsi alle nuove normative FIA, l'auto venne realizzata con il fondo totalmente piatto e con le ali molto accentuate per avere più deportanza aerodinamica possibile. Il telaio, per la prima volta nella storia della casa francese, era interamente in fibra di carbonio e venne realizzato dalla Hurel-Dubois. Il propulsore equipaggiato era un Renault Gordini EF1 V6 1.5 da 880 cv di potenza.

## Attività sportiva
La vettura debuttò nel secondo Gran Premio della stagione negli Stati Uniti d'America e si dimostrò un buon mezzo, tanto che permise ad Alain Prost di lottare fino all'ultima gara per il titolo mondiale. Purtroppo, proprio durante l'ultima gara in Sudafrica, il cedimento del motore impedì al francese di aggiudicarsi il mondiale, che andò al rivale Nelson Piquet su Brabham BMW.
Prost si aggiudicò in totale 4 vittorie. Più sfortunato il suo compagno di squadra, lo statunitense Eddie Cheever che ottenne come miglior risultato 2 secondi posti.

## Vittorie
Alain Prost: Gp Francia, Gp Belgio, Gp Gran Bretagna, Gp Austria.

## Risultati completi
| Anno | Team               | Motore              | Gomme | Piloti  |  |    |   |     |     |   |     |   |     |     |   |     |     |    |     | Punti | Pos. |
| ---- | ------------------ | ------------------- | ----- | ------- |  | -- | - | --- | --- | - | --- | - | --- | --- | - | --- | --- | -- | --- | ----- | ---- |
| 1983 | Equipe Renault Elf | Renault-Gordini EF1 | M     | Prost   |  | 11 | 1 | 2   | 3   | 1 | 8   | 5 | 1   | 4   | 1 | Rit | Rit | 2  | Rit | 79    | 2º   |
| 1983 | Equipe Renault Elf | Renault-Gordini EF1 | M     | Cheever |  |    | 3 | Rit | Rit | 3 | Rit | 2 | Rit | Rit | 4 | Rit | 3   | 10 | 6   | 79    | 2º   |

| Legenda | 1º posto     | 2º posto | 3º posto    | A punti         | Senza punti/Non class.  | Grassetto – Pole position Corsivo – Giro più veloce |
| Legenda | Squalificato | Ritirato | Non partito | Non qualificato | Solo prove/Terzo pilota | Grassetto – Pole position Corsivo – Giro più veloce |

(*) Indica quei piloti che non hanno terminato la gara ma sono ugualmente classificati avendo coperto, come previsto dal regolamento, almeno il 90% della distanza totale.